# Ute spiculosa
Ute spiculosa är en svampdjursart som beskrevs av Arthur Dendy 1892. Ute spiculosa ingår i släktet Ute och familjen Grantiidae.
Artens utbredningsområde är havet kring Australien. Inga underarter finns listade i Catalogue of Life.